# Simon Rumer
Simon Rumer (* 10. Februar 2001) ist ein österreichischer Fußballspieler.

## Karriere

### Verein
Rumer begann seine Karriere beim TSV Fulpmes. 2015 kam er in die AKA Tirol. Im August 2018 wurde er von Fulpmes auf FC Wacker Innsbruck umgemeldet. Im Jänner 2019 rückte er in den Kader der Zweitmannschaft von Wacker Innsbruck.
Im April 2019 debütierte er bei seinem Kaderdebüt für Wacker II in der 2. Liga, als er am 23. Spieltag der Saison 2018/19 gegen den Floridsdorfer AC in der 41. Minute für Alexander Joppich eingewechselt wurde. Nach der Saison 2018/19 beendete er seine Profikarriere verletzungsbedingt im Alter von 18 Jahren. Im September 2019 wechselte er zum fünftklassigen FC Stubai.

### Nationalmannschaft
Rumer spielte im Februar 2017 erstmals für eine österreichische Jugendnationalauswahl. Im September 2017 absolvierte er gegen Belgien sein einziges Spiel für die U-17-Auswahl.
Im September 2018 debütierte er gegen Schweden für die U-18-Mannschaft.